# Wiktor Balichin
Wiktor Jefimowicz Balichin (ros. Виктор Ефимович Балихин, ur. 5 października 1938 w Ongudaju) – białoruski lekkoatleta startujący w barwach Związku Radzieckiego, płotkarz, olimpijczyk.

## Kariera sportowa
Zwyciężył w biegu na 110 metrów przez płotki na akademickich mistrzostwach świata (UIE) w 1962 w Helsinkach. Odpadł w półfinale tej konkurencji na mistrzostwach Europy w 1966 w Budapeszcie. Zwyciężył na tym dystansie  w finale pucharu Europy w 1967 w Kijowie. Zajął 5.  miejsce w finale biegu na 50 metrów przez płotki na europejskich igrzyskach halowych w 1968 w Madrycie.
Odpadł w półfinale biegu na 110 metrów przez płotki na igrzyskach olimpijskich w 1968 w Meksyku i w eliminacjach tej konkurencji na mistrzostwach Europy w 1969 w Atenach. 
Był mistrzem ZSRR w biegu na 110 metrów przez płotki w 1967, 1969 i 1970 oraz wicemistrzem na tym dystansie w 1963, 1966, 1968 i 1971, a także halowym mistrzem w biegu na 110 metrów przez płotki w 1971.
Między 1968 a 1970 czterokrotnie wyrównywał rekord ZSRR biegu na 110 metrów przez płotki z czasem 13,7 s. 
Później pracował jako trener, m.in. jako główny trener lekkoatletyczny sił zbrojnych ZSRR i Rosji w latach 80. i 90. XX wieku.